# 市島晃生
市島 晃生（いちじま てるお、1966年4月25日 - ）は、テレビ番組の演出家、ディレクター。「食べ方学会」会長。ライター。

## 経歴
神奈川県出身。神奈川県立厚木高校卒業、早稲田大学商学部卒業後、日本テレワーク、ウイルスプロダクションを経てフリーに。制作会社 パブリックドメイン設立。BSフジ『極皿～食の因数分解』の演出が縁で連動企画漫画『マンガ極皿』に本人役で出演（作品の都合上、脚色はされている）のほか、2018年10月より放送開始したJ-WAVE『OTOMESHI』を担当している。2017年夏コミケで「食べ方図説 崎陽軒シウマイ弁当編」を頒布。以降「食べ方図説シリーズ」を刊行している。
AD時代にロケ弁発注を任され、その質によりスタッフや出演者のテンションが変わったこと、前述のような著書があることからロケ弁当、宅配弁当、ケータリングに関するコメンテーターとしてメディア出演することも多い。

## 主な担当番組
- 危篤の天才映画作家　田村昇エイド（日本テレビ、1989年）
- カノッサの屈辱（フジテレビ、1990年、2007年）
- TVブックメーカー（フジテレビ、1991年）
- どうーなってるの?!（フジテレビ、1992年-）
- 料理の鉄人（フジテレビ、1993年-）
- とんねるずのハンマープライス（関西テレビ、1995年-）
- メトロポリタンジャーニー（フジテレビ、1996年-）
- ウンナンのホントコ!（TBS、1998年-）
- 平成日本のよふけ（フジテレビ、1999年-）
- フードバトルクラブ（TBS、2002年-）
- トリセツ（テレビ朝日、2004年）
- ワナゴナ（TBS、2006年）総合演出
- マジック革命!セロ!!（フジテレビ、2007年-）総合演出
- WOW FES!（WOWOW、2009）総合演出
- 世界パティスリー2009（フジテレビ、2009）総合演出
- あの日に帰りたい（TBS、2008-）総合演出
- お茶の水ハカセ（TBS、2010）
- 激変!ミラクルチェンジ（TBS、2010）演出
- セロのマジカルミステリーツアー(AXN、2012）総合演出
- 誰も見たことない!映像クイズ「アリス」（TBS、2012）総合演出
- ネプの超法則!!（TBS、2012）
- The Evangelist プレゼンターチャンピオンシップ（WOWOW、2012-）総合演出
- お台場政経塾（フジテレビ、2013）演出
- 極皿～食の因数分解（BSフジ）演出
- 奇跡の晩餐～ダイニングアウト物語（BSテレ東）演出、プロデューサー

## 出演

### ラジオ
- OTOMESHI（2018年10月 ‐ 、J-WAVE）‐ ナビゲーター[1]

## 書籍
- 絶対にうまい食べ方（2012年、中経文庫）ISBN 4806145599
- マンガ極皿 ISBN 978-4253249324
- 食べ方図説 崎陽軒シウマイ弁当編（1,2,3巻）同人誌[2]
- 食べ方図説 たまごサンド編（同人誌）
- 食べ方図説 カツカレー編（同人誌）